# 師白山房琴譜
師白山房琴谱中国古琴谱书。本书出自于嘉庆以后到同治之前。無撰作者姓名及年代。

## 琴谱介绍
此琴谱与《丝桐撮要》有众多相似之处，如两书所抄《管见琴理集》十则，则無一字之异，惟《師白山房琴谱》多列图表十五幅。所载指法均无大特点。只有《丝桐撮要》著稀见《慨古吟》，《師白山房琴谱》著《潇湘夜雨》有詞短曲。

## 原谱链接
- （中文）“師白山房琴谱电子版琴谱原谱赏析  琴之界[永久]”